# Soussoula
Soussoula est un village situé dans le département de Zabré de la province du Boulgou dans la région du Centre-Est au Burkina Faso.